# Joseph James Forrester

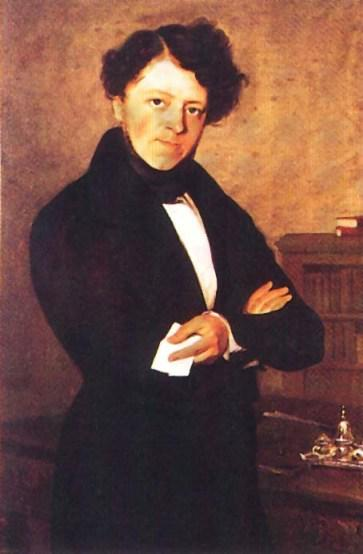
Retrato do Barão de Forrester.

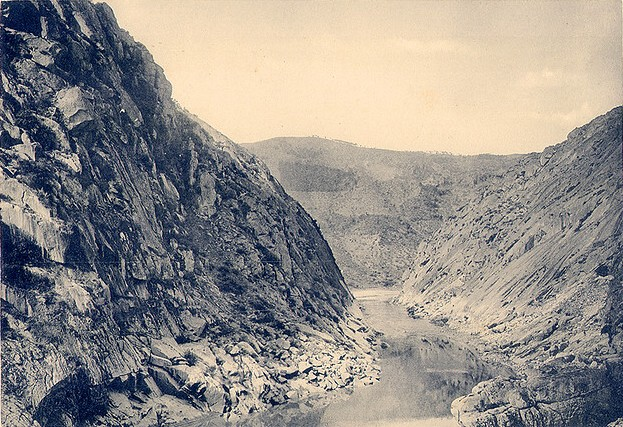
Cachão da Valeira, onde faleceu o Barão de Forrester.

Joseph James Forrester (Kingston upon Hull, Inglaterra, 27 de Maio de 1809 — Cachão da Valeira, São João da Pesqueira, 12 de Maio de 1861) foi um empresário inglês radicado em Portugal. James Forrester foi o primeiro barão de Forrester, título que lhe foi concedido por D. Fernando II, em 1855, na condição de regente durante a menoridade de D. Pedro V.

## Biografia
Em 1831 Joseph juntou-se à empresa vinícola de um tio seu no Porto, e iniciou uma reforma no comércio de vinhos. Na sua obra de 1844, Uma palavra ou duas sobre o vinho do Porto, declarou guerra aos que adulteravam o vinho. Também estudou o oídio da vinha causado pelo Oidium tuckeri, desenhou notáveis mapas do vale do Douro (Mapa do Rio Douro). Por este trabalho, foi-lhe concedido o título de Barão, por D. Fernando II, em 1855, regente durante a menoridade de D. Pedro V.
Pintou várias aguarelas, e foi autor de O Douro Português e País Adjacente (1848) e de Prize Essay on Portugal and its Capabilities (1859), pela qual recebeu uma medalha de ouro.
Em 1861, o barco de Forrester virou-se no Cachão da Valeira, sendo arrastado para o fundo por causa do cinto com dinheiro que levava consigo, nunca tendo sido encontrado o seu corpo. Nessa derradeira viagem, fez-se acompanhar por D. Antónia Adelaide Ferreira, mais conhecida como "Ferreirinha", que segundo reza a história, não se afogou porque as saias de balão que então vestia, a fizeram flutuar até à margem do Rio Douro. Hoje em dia, depois de construídas algumas barragens, o Cachão da Valeira já não constitui o perigo de outrora para os navegadores do Douro. Pode contemplar-se a beleza do Cachão a partir de um monte próximo conhecido como "São Salvador do Mundo".

## Obras publicadas
- Projecto para a formação d'um banco para garantir ao lavrador do Douro o preço da cultura e adubo indispensável de seus vinhos produzidos dentro da demarcação consignada na lei de 21 d'Abril de 1843. Porto : Typ. do Ecco Popular, [19--].